# Сатор, Тед
Тед Сатор (англ. Ted Sator, 18 ноября 1949, Нью-Хартфорд, США) — американский хоккейный тренер.

## Биография
В качестве игрока выступал за команду Государственного университета Боулинг Грин и клуб Восточной хоккейной лиги «Лонг-Айленд Дакс». В 1972 году в составе студенческой сборной США принял участие в Зимней Универсиаде в Лейк-Плэсиде. В ее рамках американцы проиграли во всех матчах, но в итоге завоевали бронзу, так как в турнире участвовало всего три команды (помимо США, ими были СССР и Канада).
Завершил свою карьеру в Швецию, где Сатор начал тренировать. В 1983 году он вернулся на родину, перейдя на работу в клуб «Филадельфия Флайерз». В течение четырех неполных сезонов был главным тренеров команд НХЛ « Нью-Йорк Рейнджерс» и «Баффало Сейбрз». Всего под его руководством они провели в лиге 306 матчей, в которых одержали 137 побед.
Много лет был работал ассистентом в других известных заокеанских коллективах. В сезоне 1989/90 в качестве одного из тренеров «Бостон Брюинза» доходил до финала Кубка Стэнли. Дважды водил в штаб сборной США на Кубке Канады 1987 года и на Чемпионате мира 1996 года.
В начале двухтысячных специалист вновь переехал в Европу. Он возглавлял ряд клубов, а также сборные Словении и Венгрии.
В последнее время наставник был помощником Рика Зомбо в хоккейном коллективе Линденвудского университета.

## Достижения

### Хоккеиста
- Бронзовый призер Зимней Универсиады (1): 1972.

### Тренера
- Победитель Первого дивизиона чемпионата мира (1): 2007.
- Чемпион Италии (2): 1991/92, 1992/93.

### Ассистента
- Обладатель Президентского кубка (1): 1989/90.
- Финалист Кубка Стэнли (1): 1989/90.
- Бронзовый призер Чемпионата мира (1): 1989/90.